# راسل لینکلن اکاف
راسل لینکلن اکاف (انگلیسی: Russell L. Ackoff؛ ۱۲ فوریهٔ ۱۹۱۹ – ۲۹ اکتبر ۲۰۰۹) نظریه‌پرداز سازمانی، مشاور، و استاد بازنشسته علوم مدیریت مدرسه وارتون، دانشگاه پنسیلوانیا اهل ایالات متحده آمریکا بود. اکاف در زمینه تحقیق در عملیات، تفکر سیستمی و دانش مدیریت از پیشگامان بود.